# Jorge Armando Meade Ocaranza
Jorge Armando Meade Ocaranza (Cuernavaca, Morelos; 17 de septiembre de 1957) Licenciado en Administración por la Universidad Autónoma del Estado de Morelos (UAEM). Cuenta con diplomados por el Instituto Tecnológico Autónomo de México (ITAM) y el Instituto Nacional de Administración Pública (INAP). Padre de familia y militante del Partido Revolucionario Institucional con 39 años de trayectoria. Al interior ha tenido oportunidad de ser Presidente Estatal del PRI Morelos miembro del Comité Ejecutivo Nacional en varias ocasiones, dirigente juvenil, dirigente sectorial y delegado del CEN en 14 estados del país. Su último cargo al interior del partido fue la designación que el presidente Enrique Peña Nieto le hiciera como coordinador general de su campaña en Morelos. Fue candidato a gobernador del Estado de Morelos por el Partido Revolucionario Institucional.

## Biografía
Su último encargo en la administración pública fue como delegado de SEDESOL (2012-2017) donde se encargó de la coordinación con los Presidentes Municipales, integrantes del Poder Legislativo local y federal, así como con los distintos dirigentes de los partidos.
Es catedrático de la Universidad Autónoma del Estado de Morelos (UAEM) en las facultades de Contaduría, Computación e Informática, Derecho y Ciencias Sociales en temas de Políticas Públicas, Ética Política y Administración Municipal. Además, impartió durante tres años el módulo “Estrategia Política” en el diplomado de Estrategia Política y Procesos Electoral del ITAM.

## Servicio Público
- 2018 : Candidato a Gobernador
- 2012-2017 Delegado Federal de la Secretaría de Desarrollo Social, Delegación Morelos.[2]
- 2007 Delegado Regional del CEN del PRI en Zacatecas, Aguascalientes y Durango.[3]
- 2004-2007 Delegado General del CEN del PRI en Durango.[3]
- 2003 Delegado Especial del CEN del PRI en Michoacán.
- 2002 Secretario de Organización del Comité Ejecutivo Nacional.[4]
- 2001 Enlace del Senado de la República en la Comisión Nacional de Derechos Humanos.
- 2000 Candidato al Senado de la República.[5]
- 1999 Secretario de Desarrollo Urbano y Obras Públicas del Gobierno del Estado de Morelos.[6]
- 1998 secretario general del PRI Morelos.
- 1994-1997 diputado federal durante la LVI Legislatura del Congreso de la Unión.
- 1993-1994 delegado federal de INFONAVIT.
- 1993 Delegado Especial del CEN del PRI en Baja California.
- 1992 Delegado General del CEN del PRI en Baja California Sur.
- 1986-1988 Director de Delegaciones del Consejo Nacional de Recursos para la Atención de la Juventud (CREA), hoy IMJUVE.
- 1985-1986 Subdelegado de Prestaciones Económicas y encargado del ISSSTE en Morelos.
- 1982-1985 Diputado del Congreso del Estado.
- 1981-1982 Presidente Estatal del Movimiento Nacional de la Juventud Revolucionaria.
- 1978-1980 Presidente de la Federación de Estudiantes Universitarios de Morelos.